# Florin Matei
Robert Florin Matei (Bucarest, 8 dicembre 1983) è un giocatore di calcio a 5 romeno.

## Biografia
Figlio del calciatore Ștefan Matei, che giocò tra le altre squadre con Petrolul Ploiești e Brăila, Florin è il fratello maggiore di Cristian che come lui è stato calcettista della nazionale rumena di calcio a 5.

## Carriera
Considerato uno dei migliori calcettisti rumeni della storia, Matei ha fatto parte della nazionale rumena fin dal debutto internazionale dalla selezione balcanica. Con essa ha disputato quattro campionati europei, di cui ha raggiunto i quarti di finale nelle edizioni 2012 e 2014.

## Palmarès
- Campionato rumeno: 8
CIP Deva: 2006-07, 2008-09
City'us: 2010-11, 2011-12, 2012-13
Autobergamo: 2013-14, 2016-17
Imperial Wet: 2018-19
- Coppa di Romania: 8
CIP Deva: 2006-07
City'us: 2010-11, 2011-12, 2012-13
Autobergamo/CSM Deva: 2014-15, 2015-16, 2022-23, 2023-24
- Supercoppa rumena: 5
City'us: 2010
Autobergamo: 2014, 2015, 2016
Imperial Wet: 2019